# Ходзё Удзинао
 Ходзё Удзинао (北条 氏直, 1562 — 19 декабря 1591) — японский даймё конца периода Сэнгоку («Воюющих провинций», 1467—1568 гг.), последний (пятый) глава рода Го-Ходзё и даймё Одавара (1590).

## Биография
Родился в 1562 году отцовском замке Одавара. Внук Ходзё Удзиясу и сын Ходзё Удзимаса. Его детское имя —  Кунэмару . Его матерью была дочь Такэда Сингэна. В начале 1577 года после совершеннолетия принял имя  Удзинао .
Женился на Току Химэ, второй дочери будущего сёгуна Токугава Иэясу, в качестве условия мира между двумя кланами.
Летом 1590 года во время осады Одавара армией Тоётоми Хидэёси Ходзё Удзимаса отказался от титула в пользу своего сына Удзинао. 4 августа того же года после трёхмесячной осады замок Одавара вынужден был сдаться. 10 августа Ходзё Удзимаса и Ходзё Удзитэру, отец и дядя Удзинао, по приказу Тоётоми Хидэёси совершили ритуальное самоубийство (сэппуку). Ходзё Удзинао избежал смерти, потому что был зятем могущественного Токугавы Иэясу. Удзинао и его жена были сосланы на гору Коя-сан, где в декабре следующего года он скончался. Тоётоми Хидэёси передал владения рода Го-Ходзё в регионе Канто своему вассалу Токугава Иэясу.
Его приёмный сын — Ходзё Удзимори (1577—1608) — стал первым даймё Саяма-хана (провинция Кавати, 10000 коку).